# 30e division d'infanterie (Empire allemand)
Pour les articles homonymes, voir 30e division d'infanterie.
La 30e division d'infanterie est une unité de l'armée allemande qui à la Première Guerre mondiale. Au déclenchement du conflit, elle forme avec la 39e division d'infanterie le 15e corps d'armée rattaché à la 7e armée. Initialement stationnée en Alsace, la division est rapidement transférée en Lorraine et participe aux batailles de Morhange et de la Chipotte. Après la bataille de la Marne, la 30e division est déplacée sur le Chemin des Dames et participe à la bataille de l'Aisne.
De novembre 1914 au mois de janvier 1916, la 30e division d'infanterie est stationnée dans les Flandres sur le secteur d'Ypres. Elle participe aux combats du mois de décembre 1914 et d'avril 1915 autour d'Ypres. En 1916, la division est transférée sur la Meuse où elle participe à la bataille de Verdun jusqu'au mois d'août, puis au cours du mois de novembre elle combat lors de la bataille de la Somme. En 1917, elle participe aux combats en Champagne et à Cambrai. En 1918, la division participe à la bataille du Matz, elle combat à la bataille de Champagne avant d'être engagée dans les combats défensifs de l'automne 1918. Après la fin de la guerre, la division est rapatriée en Allemagne où elle est dissoute au cours de l'année 1919.

## Première Guerre mondiale

### Composition

#### Temps de paix, début 1914
- 60e brigade d'infanterie (Strasbourg)

99e régiment d'infanterie (de), (Saverne), (Phalsbourg)
143e régiment d'infanterie, (Strasbourg), (Mutzig)
- 85e brigade d'infanterie (Strasbourg)

136e régiment d'infanterie, (Strasbourg)
105e régiment d'infanterie, (Strasbourg)
- 30e brigade de cavalerie (Strasbourg)

15e régiment de dragons, (Haguenau)
9e régiment de hussards, (Strasbourg)
- 30e brigade d'artillerie de campagne (Strasbourg)

51e régiment d'artillerie de campagne
84e régiment d'artillerie de campagne, (Strasbourg)

#### Composition à la mobilisation - 1915
- 60e brigade d'infanterie

99e régiment d'infanterie
143e régiment d'infanterie
- 85e brigade d'infanterie

136e régiment d'infanterie
105e régiment d'infanterie
- 30e brigade d'artillerie de campagne

51e régiment d'artillerie de campagne
84e régiment d'artillerie de campagne
- 3e régiment de chasseurs à cheval
- 1re compagnie du 15e bataillon de pionniers

#### 1916
- 60e brigade d'infanterie

99e régiment d'infanterie
105e régiment d'infanterie
143e régiment d'infanterie
- 30e brigade d'artillerie de campagne

51e régiment d'artillerie de campagne
84e régiment d'artillerie de campagne
- 2 escadrons du 8e régiment de hussards
- 1re compagnie du 15e bataillon de pionniers

#### 1917
- 60e brigade d'infanterie

99e régiment d'infanterie
105e régiment d'infanterie
143e régiment d'infanterie
- 30e commandement divisionnaire d'artillerie

84e régiment d'artillerie de campagne
- 2 escadrons du 8e régiment de hussards
- 1re compagnie du 15e bataillon de pionniers

#### 1918
- 60e brigade d'infanterie

99e régiment d'infanterie
105e régiment d'infanterie
143e régiment d'infanterie
- 30e commandement divisionnaire d'artillerie

84e régiment d'artillerie de campagne
bataillon du 10e régiment d'artillerie à pied bavarois
- 5 escadrons du 7e régiment de dragons
- 1re 5e compagnies du 15e bataillon de pionniers

### Historique
Au déclenchement du conflit, la 30e division d'infanterie forme avec la 39e division d'infanterie le 15e corps d'armée rattachée à la 7e armée.

#### 1914 - 1915
- 31 juillet - 7 août : positionnée en Alsace, la division est en couverture le long de la frontière française.
- 7 - 10 août : engagée dans la bataille de Mulhouse.
- 11 - 20 août : à partir du 13 août, transfert vers Sarrebourg.
- 20 - 22 août : engagée dans la bataille de Morhange, poursuite des troupes françaises, la frontière est franchie. Progression à cheval sur la Meurthe vers Raon-l'Étape.
- 22 août - 9 septembre : engagée à partir du 24 août au dans la Bataille de la Chipotte.
- 9 - 17 septembre : retrait du front, concentration à Avincourt ; transport par V.F. vers Tergnier.
- 18 septembre - 30 octobre : engagée dans la bataille de l'Aisne occupation d'un secteur du front entre Craonne et Hurtebise. Retrait du front le 20 octobre et concentration dans la région de Laon.
- 31 octobre 1914 - 8 janvier 1916 : transport par V.F. dans les Flandres dans la région d'Ypres, organisation et occupation de secteur dans la région.

31 octobre - 29 novembre 1914 : engagée dans la première bataille d'Ypres. Combats vers Geluveld.
17 - 21 avril 1915 : engagée dans la bataille de la colline 60.
22 avril - 24 mai : engagée dans la bataille d'Ypres. Au cours du mois d'avril, le 116e régiment d'infanterie est transférée à la 115e division d'infanterie nouvellement créée.

#### 1916
- 8 janvier - 20 février : retrait du front, transport par V.F. dans la région de Verdun ; repos et instruction.
- 21 février - 14 octobre : engagée dans la bataille de Verdun dans le secteur de Maucourt-sur-Orne et de Warcq.

24 février : progression vers les Hauts de Meuse après le repli des troupes françaises de la plaine de Woëvre.
16 avril - 1er mai : combat dans le secteur du fort de Vaux et de la batterie de Damloup.
3 juin - 9 septembre : occupation d'un secteur au sud du fort de Vaux et du bois de la Lauffée.
11 juillet : attaque des 99e et 143e régiments d'infanterie avec des pertes importantes.
4 - 19 août : combats autour de l'ouvrage de Thiaumont.
- 14 - 26 octobre : retrait du front, transport par V.F. dans la région de Cambrai.
- 26 octobre - 18 novembre : engagée dans la bataille de la Somme dans le secteur de Sailly-Saillisel, la division subit de lourdes pertes.
- 18 novembre - 13 décembre : retrait du front, transport par V.F. vers Verdun ; repos dans la région de Dun-sur-Meuse.
- 14 décembre 1916 - 28 janvier 1917 : occupation d'un secteur dans la région de la côte du Poivre vers Louvemont et Bezonvaux.

#### 1917
- 28 janvier - 1er mars : retrait du front, mouvement vers le front de Champagne.
- 1er mars - 25 août : occupation d'un secteur à l'est de Auberive. À partir du 17 avril et jusqu'au 17 mai, engagée dans la bataille des monts de Champagne, avec des pertes très lourdes[n 1]. Organisation et occupation des nouvelles positions.
- 25 août - 9 octobre : retrait du front, mouvement dans la région de Verdun ; occupation d'un secteur entre Forges-sur-Meuse et Béthincourt.
- 9 - 24 octobre : retrait du front, mouvement vers Laon ; repos.
- 24 octobre - 19 novembre : occupation d'un secteur de part et d'autre de l'Ailette.
- 20 novembre - 10 décembre : mouvement vers Cambrai. Engagée du 21 au 29 novembre dans la bataille de Cambrai, puis organisation et occupation des nouvelles positions.
- 10 décembre 1917 - 15 janvier 1918 : retrait du front ; repos dans la région de Sedan.

#### 1918
- 15 janvier - 20 mars : mouvement vers la Champagne, relève de la 28e division de réserve dans le secteur de Ville-sur-Tourbe.
- 20 - 27 mars : retrait du front, relevée par la 52e division de réserve[3] ; transport par V.F. de Vouziers par Hirson et Marle pour atteindre le nord-ouest de Laon.
- 27 mars - 12 avril : marche par étapes par Achery, Vendeuil, Jussy, Flavy-le-Meldeux, Fréniches, Libermont, Solente, Gruny pour atteindre Framicourt[3].
- 13 avril - 16 mai : en ligne dans le secteur de Cantigny, à l'ouest de Montdidier, actions locales violentes la division perd 30 % de son effectif.
- 16 mai - 11 juin : retrait du front ; repos et réorganisation dans la région de Roye.
- 12 - 22 juin : engagée dans la bataille du Matz dans le secteur de Courcelles ; la division attaque mais ne peut progresser, elle subit de fortes pertes.
- 22 - 28 juin : retrait du front, mouvement par V.F. en Champagne. Le 28 juin, relève de la 1re division d'infanterie bavaroise dans le secteur de la route reliant Souain à Sommepy[3].
- 28 juin - 14 juillet : occupation et organisation du terrain.
- 14 juillet - 10 août : engagée dans la bataille de Champagne, la 2e division d'infanterie bavaroise dépasse les positions de la 30e division et attaque les troupes françaises[4]. À partir du 19 juillet, la 2e division d'infanterie bavaroise est relevée par la 30e division d'infanterie.
- 10 août - 23 septembre : relevée par la 22e division d'infanterie retrait du front[4], transport dans la région de Lens ; repos.
- 23 septembre - 28 octobre : mouvement vers Cambrai, en ligne dans le secteur de Villers-Guislain. La division est progressivement repoussée vers Englefontaine.
- 28 octobre - 11 novembre : retrait du front ; repos et réorganisation dans la région de Maubeuge. Après la fin de la guerre, la division est transférée en Allemagne où elle est dissoute au cours de l'année 1919.

## Chefs de corps
| Grade                        | Nom                             | Date                                 |
| ---------------------------- | ------------------------------- | ------------------------------------ |
| Generalmajor/Generalleutnant | Karl Gustav von Sandrart        | 20 mars 1871 - 10 octobre 1873       |
| Generalmajor/Generalleutnant | Wilhelm von Woyna               | 11 octobre 1873 - 17 novembre 1880   |
| Generalmajor/Generalleutnant | Oskar von Meerscheidt-Hüllessem | 18 novembre 1880 - 22 novembre 1882  |
| Generalleutnant              | Leo von Caprivi                 | 23 novembre 1882 - 19 mars 1883      |
| Generalmajor/Generalleutnant | Ernst von Legat (de)            | 20 mars 1883 - 14 avril 1886         |
| Generalleutnant              | Anton von Massow                | 15 avril - 3 décembre 1886           |
| Generalleutnant              | Rudolf von Minckwitz (de)       | 4 décembre 1886 - 16 juin 1889       |
| Generalleutnant              | Julius von Bergmann             | 17 juin 1889 - 23 mars 1890          |
| Generalleutnant              | Robert von Goetze               | 24 mars - 12 novembre 1890           |
| Generalleutnant              | Max Schott von Schottenstein    | 13 novembre 1890 - 16 mai 1892       |
| Generalleutnant              | Oskar Lademann (de)             | 17 mai 1892 - 13 mai 1894            |
| Generalleutnant              | Robert von Massow               | 14 mai 1894 - 30 mars 1898           |
| Generalleutnant              | Louis Stoetzer                  | 1er avril 1898 - 2 mai 1901          |
| Generalleutnant              | Walther von Moßner              | 3 mai 1901 - 17 avril 1903           |
| Generalleutnant              | Ernst von Hoiningen             | 18 avril 1903 - 11 septembre 1907    |
| Generalmajor/Generalleutnant | Georg Conrad von der Goltz      | 2 avril 1909 - 26 janvier 1912       |
| Generalmajor/Generalleutnant | Johannes von Eben               | 27 janvier 1912 - 29 août 1914       |
| Generalleutnant              | Adolf Wild von Hohenborn        | 29 août - 5 novembre 1914            |
| Generalmajor                 | Karl Surén (hr)                 | 7 novembre - 17 décembre 1914        |
| Generalmajor/Generalleutnant | Friedrich von Gontard           | 17 décembre 1914 - 1er novembre 1917 |
| Generalmajor                 | Gustav von Lambsdorff           | 2 novembre 1917 - 10 septembre 1918  |
| Generalmajor                 | Gustav Riebensahm               | 11 septembre 1918 - 19 février 1919  |